# Сурино
Сурино — деревня в Заруденском сельском поселении Коломенского района Московской области. Население — 18 чел. (2010). Расположена на реке Щелинка. В настоящее время фактически слилась с деревней Комлево. 
Основное население обоих населённых пунктов — дачники.

## Население
| 2002 | 2006 | 2010 |
| ---- | ---- | ---- |
| 5    | →5   | ↗18  |